# 哈尔滨新区
哈尔滨新区为中国于2015年12月设立的国家级新区，包括哈尔滨市松北区、呼兰区、平房区的部分区域，规划面积493平方公里。

## 历史
2015年12月16日国务院发文设立：

国务院关于同意设立哈尔滨新区的批复

国函〔2015〕217号

黑龙江省人民政府：

　　你省关于设立哈尔滨新区的请示收悉。现批复如下：

　　一、同意设立哈尔滨新区。哈尔滨新区包括哈尔滨市松北区、呼兰区、平房区的部分区域，规划面积493平方公里。哈尔滨新区区位条件优越、科技和产业基础比较雄厚、生态环境优良、对俄合作历史悠久、战略地位重要。要把建设好哈尔滨新区作为推进“一带一路”建设、加快新一轮东北地区等老工业基地振兴的重要举措，积极扩大面向东北亚开放合作，探索老工业基地转型发展的新路径，为促进黑龙江经济发展和东北地区全面振兴发挥重要支撑作用。

　　二、哈尔滨新区建设，要全面贯彻落实党的十八大和十八届二中、三中、四中、五中全会精神，按照党中央、国务院决策部署，牢固树立并切实贯彻创新、协调、绿色、开放、共享的发展理念，进一步释放改革红利，增强开放动力，激发创新活力，畅通对外贸易通道，搭建国际合作平台，构建外向型产业体系，努力把哈尔滨新区建设成为中俄全面合作重要承载区、东北地区新的经济增长极、老工业基地转型发展示范区和特色国际文化旅游聚集区。

　　三、黑龙江省人民政府要切实加强组织领导，明确工作分工，完善工作机制，加大支持力度，积极探索与现行体制协调、联动、高效的新区管理方式，扎实稳妥推进新区建设发展。要认真做好哈尔滨新区发展规划编制工作，规划建设必须符合土地利用总体规划、城市总体规划、镇总体规划、环境保护规划、水资源综合规划等相关专项规划的要求。要推动新区探索“多规合一”，着力优化空间布局。涉及的重要政策和重大建设项目要按规定程序报批。

　　四、国务院有关部门要按照职能分工，加强对哈尔滨新区建设发展的支持和指导，在有关规划编制、政策实施、项目安排、体制机制创新、开放合作等方面给予积极支持，帮助解决哈尔滨新区建设发展过程中遇到的困难和问题，营造良好的政策环境。

　　建设好哈尔滨新区，对于加快推进“一带一路”建设和新一轮东北地区等老工业基地振兴具有重要意义。各有关方面要统一思想，密切合作，勇于创新，扎实工作，共同推动哈尔滨新区持续健康发展。

　　　　　　　　　　　　　　　　　　　　　　　　　　　　　　        国务院

　　　　　　　　　　　　　　　　　　　　　　　　　　　　　      2015年12月16日

　　（此件公开发布）

2018年6月7日上午10时，哈尔滨新区管理委员会正式挂牌。